# Algar do Pico Queimado
O Algar do Pico Queimado é uma formação geológica portuguesa localizada na freguesia de Santa Bárbara, concelho da Ribeira Grande, ilha de São Miguel, arquipélago dos Açores.
Esta cavidade apresenta uma geomorfologia de origem vulcânica em forma de algar dotado de cone vulcânico com cratera vulcânica localizada em domo traquítico.
Este acidente geológico apresenta uma profundidade de 37 m.